# Fabrizio Dentice (scrittore)
Fabrizio Dentice (Roma, 14 giugno 1919 – Milano, 27 ottobre 2020) è stato uno scrittore e giornalista italiano.

## Biografia
Fabrizio Dentice D'Accadia è nato il 14 giugno 1919 a Roma.
Di famiglia agiata, ha studiato Scienze Politiche e, durante il secondo conflitto mondiale, è stato ufficiale interprete di inglese, francese e tedesco in Sardegna.
Nel dopoguerra ha lavorato come cronista parlamentare per il Giornale d'Italia per poi passare nel 1956 all'Espresso (celebre il suo articolo del 1968 sullo psichiatra Franco Basaglia) come cronista per l'estero ed infine al settimanale Panorama sotto la direzione di Nantas Salvalaggio e poi di Leo Lionni.
Autore di tre romanzi, ha vinto due volte il Premio Comisso: nel 1987 con Egnocus e gli efferati e nel 1997 con Perros de España.
Nel corso della sua carriera si è anche occupato di critica d'arte pubblicando nel 1964 Denaro al muro, sulle valutazioni dell’arte contemporanea e Persone nel 2009, raccolta di una quarantina di articoli sulla vita di personaggi illustri.
È morto a Milano il 27 ottobre 2020.

## Opere

### Narrativa
- Egnocus e gli efferati, Milano, Adelphi, 1987
- Messalina, Milano, Adelphi, 1991 ISBN 88-459-0819-4.
- Perros de España, Milano, Adelphi, 1997 ISBN 88-459-1292-2.

### Saggistica
- Denaro al muro, Milano, Rizzoli, 1964
- Persone, Milano, Archinto, 2009 ISBN 978-88-7768-523-0.

## Premi e riconoscimenti
- Premio letterario Giovanni Comisso: 1987 vincitore con Egnocus e gli efferati e 1997 vincitore con Perros de España